# مجموعة 1994
مجموعة 1994 (بالإنجليزية: The 1994 Group) هو اتحاد يجمع 19 جامعة من أفضل الجامعات البحثية الصغيرة في المملكة المتحدة تم تشكيله في العام 1994 لتوطيد المكانة المهمة التي تتبوأها هذه الجامعات وذلك بعد إنشاء مجموعة راسل للجامعات من قبل الجامعات البحثية الأكبر في بريطانيا في العام 1993. وتمثل مجموعة 1994 19 جامعة رائدة من ضمنها العديد من الجامعات التي تأسست في ستينيات القرن العشرين، ومن ضمنها عشر جامعات من أفضل 20 جامعة في بريطانيا. 
وتصف المجموعة نفسها بأنها تمثل «الجامعات التي تتمتع بمكانة عالمية مرموقة في بريطانيا ويجمعها أهداف وقيم ومعايير واحدة».

## نبذة عن المجموعة
تظهر كل جامعة ضمن هذه المجموعة كجزء من مسؤولياتها اهتماماً كبيراً بالبحث العلمي على أعلى المستويات وفي شتى المجالات المعرفية، مع الحفاظ على التميز في التدريس وتوفير البيئة المناسبة لزيادة خبرات الطلبة ومهاراتهم. 
وهنالك 3 نقاط أساسية تميز أعضاء مجموعة 1994 وهي: 
1)	البحث العلمي الرائد المتميز على المستوى الدولي
2)	أسلوب التدريس الموجه نحو تعميق البحث العلمي
3)	الخبرة المتميزة التي يحصل عليها الطلبة.
وقد حققت الجامعات الأعضاء في مجموعة 1994 نتائج ممتازة في عمليات تقييم البحث العلمي في الجامعات البريطانية في العام 2008, حيث كان 57% من هذه المجموعات في تصنيف 4* أو 3* بتميز وريادة عالمية في عدد كبير من المجالات العلمية تصل إلى 17 تخصصاً, من العلوم الفيزيائية إلى العلوم السياسية والعلاقات الدولية وعلم الاجتماع، والجغرافيا والعلوم البيئية واللغويات والفلسفة.

## الجامعات الأعضاء
- جامعة باث وتأسست عام 1966.
- كلية بيركبيك, جامعة لندن وتأسست عام 1823 وحصلت على مرتبة الجامعة في العام 1920.
- جامعة درم وتأسست عام 1832.
- جامعة إيست أنجليا وتأسست عام 1963.
- جامعة إسيكس وتأسست عام 1964.
- جامعة إكسيتر وتأسست في عام 1855 ومنحت مرتبة الجامعة في العام 1955.
- كلية جولدسميث, جامعة لندن وتأسست عام 1891 ومنحت مرتبة الجامعة في العام 1904.
- جامعة ليستر وتأسست في العام 1921 ومنحت مرتبة الجامعة في العام 1957.
- معهد التعليم, جامعة لندن تأسس عام 1902 ومنح مرتبة الجامعة عام 1932.
- كلية الملكة ماري, جامعة لندن تأسست عام 1885 ومنحت مرتبة الجامعة عام 1907.
- جامعة لافبرو وتأسست عام 1909 ومنحت مرتبة الجامعة في العام 1966.
- جامعة ريدنج تأسست عام 1892 ومنحت مرتبة الجامعة عام 1926.
- كلية رويال هولواي, جامعة لندن, تأسست عام 1849 ومنحت مرتبة الجامعة عام 1900.
- كلية الدراسات الشرقية والإفريقية, جامعة لندن وتأسست عام 1916.
- جامعة سانت أندروز وتأسست عام 1413.
- جامعة سري وتأسست عام 1891 ومنحت مرتبة الجامعة عام 1966.
- جامعة ساسكس تأسست عام 1961.
- جامعة يورك وتأسست عام 1963.

## إدارة المجموعة
يشرف على إدارة مجموعة 1994 مجلس إداري يتألف من رؤساء الجامعات الأعضاء. ويجتمع هذا المجلس رسمياً أربع مرات سنوياً, بالإضافة إلى مؤتمر سنوي في صيف كل عام حيث يتم مناقشة الإستراتيجيات طويلة المدى بخصوص الجامعات الأعضاء وأدائها. 
ويتم انتخاب رئيس للمجموعة من قبل أعضاء مجلس الإدارة وتكون دورة الرئاسة لمدة 3 سنوات، ويشغل منصب رئيس المجموعة الأستاذ بول ويلنجز نائب رئيس جامعة لانستر، وتنتهي فترة رئاسته في العام 2012.

## وصلات خارجية
- الموقع الرسمي للمجموعة نسخة محفوظة 17 أبريل 2010 على موقع واي باك مشين.